# 雷·L·切斯布罗

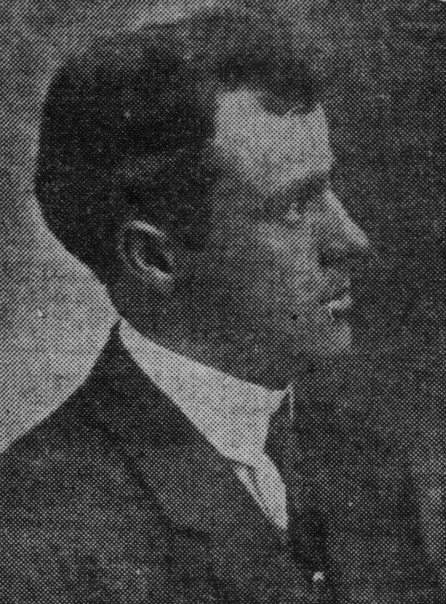
- Chesebro c. 1908

雷·L·切斯布罗Raymond L. Chesebro（1880年8月28日- 1954年3月25日）是20世纪加利福尼亚州洛杉矶的一名警察法官和城市检察官，他在全国闻名并受到赞扬。

## 个人
切斯布罗于1880年8月28日出生在明尼苏达州的马泽帕。他的父母是莎拉·j·希尔和乔治·切斯布罗。他有一个妹妹莉莲。雷九岁时，母亲去世了。不久之后，他的父亲要么去世，要么抛弃了他的孩子。雷和莉莲住在明尼苏达州奥罗诺科的亲戚家里。雷年轻时一直在祖父利瓦伊·p·希尔经营的农场里生活和工作，直到十七岁
切斯布罗于1904年来到加州。1909年4月9日，他在枫树大道755号的家中迎娶了艾达·b·特里普.
他是乔纳森俱乐部、威尔希尔乡村俱乐部、蓝色小屋、苏格兰仪式共济会和圣殿剧院的成员.
1954年3月25日，在好莱坞山红橡树路5531号的家中，切斯布罗因心脏病突发在好撒玛利亚医院去世，享年73岁他的遗孀艾达·r·切斯布罗（Ada R. Chesebro）幸存下来；一个儿子马文·切斯布罗，一个女儿杰拉尔丁·沃里克-欧文史密斯。葬礼在北格拉梅西广场1717号好莱坞比佛利基督教堂举行，安葬在英格尔伍德公园公墓.

## 职业
1897年祖父去世后，雷去了明尼苏达州的派恩岛，在芝加哥和西北铁路公司的詹姆斯·费尼根（James Finegan）的指导下学习电报。18个月后，他成为明尼阿波利斯和圣路易斯铁路的夜间电报员。从那里，切斯布罗去了圣保罗，为他的表弟w·a·蒂尔登做批发佣金生意。他成为了北太平洋铁路公司的审计员。他还学习速记，并在芝加哥、圣保罗、明尼阿波利斯和奥马哈铁路公司的总货运办公室找到了一份工作，后来晋升为总货运代理h.m. Pearce的私人秘书1904年，切斯布罗来到加州，在定居于加州的圣佩德罗之前，他曾在圣达菲铁路公司担任电报员和秘书。他是一个兼并委员会的经理，该委员会成功地通过运动吞并了连接洛杉矶与海滨城市圣佩德罗和威尔明顿的一条简陋地带。接下来，他成为洛杉矶县良好道路协会的秘书或助理秘书，并组织了一场代表洛杉矶县铺设道路的运动。1907年7月，他被任命为新成立的县公路委员会的秘书。
他在洛杉矶先驱律师布莱恩·汉纳（Bryan Hanna）的办公室里学习法律，并于1909年获得律师资格。切斯布罗开了两年的私人诊所，直到1911年被任命为警察法官；随后，他在1914年和1918年成功地面对了选民。1922年，他没有参加连任竞选。直到1933年，他再次从事私人执业，击败了现任市检察官欧文·p·华纳（Erwin P. Warner）当选为市检察官，并在随后的初选中四次以绝对多数连任。在他的第一次竞选中，据说切斯布罗是雷蒙德·l·海特的组织“Minute Men”的受益者，该组织支持撒切尔·l·肯普竞选洛杉矶检察官，反对伯伦·菲茨连任。
在他担任市检察官期间，《洛杉矶时报》报道，切斯布罗：
在最初的四年里，以节约为目标彻底重组了办公室，并削减了近四分之一的成本。城市检察官的任命办公室，以前是一个政治上的梅子，被废除，其职能由城市检察官办公室接管。他第一次在办公室里设立了刑事部门.
切斯布罗在诸如“分区、公共工程、债券发行、供水、联邦-市政关系、忠诚宣誓和潮汐资源控制等领域的法律工作，在全国闻名并广受赞誉。”他被称为“当地政治舞台上的重要人物”，于1953年7月退休，由罗杰·阿内伯格接替.

## 意见和立场

### 警方判断
1917年，切斯布罗为警察局使用“大都会或‘纯洁’小队”来逮捕妓女辩护他说:
现在的方法是，拿一些有记号的钱，到被抛弃的妇女经常光顾的街道上，同意其中一人住进一间公寓。在那里，警察给了这个女人标记好的钱，她以违反客房条例的罪名被逮捕。这是我们唯一可以采用的方法，而不是间谍系统，通过这种系统，官员会监视一个可疑的女人，直到她遇到一个男人，并与他一起进入一个房间。然后进行逮捕，但警察必须证明被逮捕的人没有结婚。如果每个男人和女人都按兵不动，就无法定罪。

### 市检察院
在市议会的指示下，切斯布罗于1940年对Gilmore岛的所有者提起诉讼，Gilmore岛是西洛杉矶的一个未合并地区，他说，那里的体育赛事导致了居住在该地区附近的“大约3万名城市居民的激烈抱怨”。他说，这些活动“制造了难以忍受的噪音、吵闹和刺眼的灯光，一直持续到深夜，剥夺了居住在那里的人们正常、安静和幸福的家园。”
1941年，他在全国市政法律官员协会（National Institute of Municipal Law Officers）的一次会议上警告说，要提防“政府对潮汐和淹没土地所有权的幽灵”，他说，这些土地包括南加州海岸外价值超过20亿美元的石油矿藏。他警告说，那些“攫取石油”的法案“要么自然死亡，要么处于昏迷状态，在未来某个抵制不那么严重的日子里复活”。1946- 1947年，他是该组织的受托人.
1944年，切斯布罗下令关闭南百老汇253号的一栋建筑，该建筑曾被用作美国军人的宿舍，他警告说，“毫无疑问，这违反了州消防法”，并暗指1942年波士顿夜总会发生火灾，造成400多人死亡，该市官员因执法不严而被判有罪.
切斯布罗在1947年上诉法院支持解散警察工会的判决后表示，任何公务员都可以被禁止加入工会，如果这种隶属关系被裁定为“违反公共利益”。如果主管部门的董事会发现“其雇员的工会成员资格违反公共利益，董事会就会简单地告诉工人，要么退出工会，要么从公共工资单上除名。”
1952年，市议员肯尼斯·哈恩（Kenneth Hahn）建议对科恩进行保护性拘留，“这样他就不会对无辜者的安全构成持续的威胁”，切斯布罗在一份书面意见中告诉市议会，除非他犯了罪，否则没有办法把他关起来。切斯布罗说：“我们不能以他是公共滋扰者为由起诉他，因为滋扰主要是由攻击他的家或他自己的人构成的，每一种情况都超出了他的控制. ...”

## 遗产
退休后，他被国家市政法律官员协会授予荣誉，因为他“为城市检察官办公室的运作方式树立了榜样”，颁奖词是这样写的：“在一个人口急剧增长带来了巨大问题的城市，他对新法律问题的解决方案将永远是一座纪念碑。”

## 入室盗窃
在切斯布罗的葬礼仪式上，两名洛杉矶警察在切斯布罗位于好莱坞山的家中守候，希望能抓住在葬礼上抢劫家庭的窃贼。他们逮捕并在短暂的追捕后逮捕了一名闯入切斯布罗家的前科犯。据《洛杉矶时报》报道，这名男子承认从别人家里偷走了价值1万美元的财产，他一直在看报纸“寻找线索，尤其是每天为一位知名人士宣布服务的时候”。